# Авија B-122
Авија B-122 (чеш. Avia B-122) је чехословачки једноседи, двокрилни, акробатски авион који је развила и произвела авионска компанија Авиа. Произведен је у периоду између Првог и Другог светског рата.

## Пројектовање и развој
Када је Чехословачка одлучила да учествује на Светском акробатском првенство у Паризу 1934. које ће се одржати јуна 1934. године, није имала одговарајући акробатски авион који би је достојно репрезентовао. Од свих чешких произвођача авиона, фабрика Авиа је преузела тежак задатак да за 6 недеља направи 2 акробатска авиона.
На основу дотрајалог авиона Авија BH-22 који је имао добра акробатска својства, инжењер Франтишек Новотни са својим тимом направио је авион који је добио назив Авија B-122. Авион је први пут полетео 12. маја 1934. са мотором Walter Castor II (Валтер Кастор II) и након отклањања свих уочених недостатака два авиона су била спремна за такмичење.

## Технички опис
Труп авиона Авија B-122 је био веома сличан трупу авиона BH-21 и BH-22 стом разликом што је уместо носеће дрвене конструкције овај авион имао конструкцију направљену од заварених, делимиично занитованих и завртњима повезаних челичних цеви високе чврстоће.
У овај авион су уграђивани следећи мотори: 7-мо цилиндрични радијални мотор са ваздушним хлађењем Walter-Castor снаге 176 kW (240 KS); 9-то цилиндрични радијални мотор са ваздушним хлађењем Walter-Pollux снаге 235 kW (320 KS) или 9-то цилиндрични радијални мотор са ваздушним хлађењем Avia Рк-17 снаге 264 kW (360 KS) у свим случајевима користила се дрвена двокрака елиса фиксног корака.
Авион Авија B-122 је двокрилац дрвене конструкције. Горње крило му је једноделно правоугаоног облика са полукружним завршетком, засечено изнад пилотске кабине и мале дебљине. Конструкција крила је од пуног дрвена, са две рамењаче и ребрима пресвучена су импрегнираним платном. Горње крило је балдахином од челичних цеви причвршћено за труп аавиона. Горње и доње крило су истог размаха и ширине и налазили су се једно испод другог, поравнати према кљуну авиона. Доње крило је исте конструкције као и горње и има позитиван диедар. Крила су међусобно повезана упорницама од метала аеродинамички обликованих у облику ћириличног слова И, са сваке стране по једна и удвојеним жичаним затезачима унакрсно постављених. Елерони (крилца) се налазе само на доњим крилима. Конструкција им је дрвена, облога је од платна. Управљање елеронима је помоћу сајли за управљање. Код авиона Авија Bа-122 елерони су се налазили и на горњим и доњим крилима а веза између њих је била крута (помоћу шипке).
Репне површине  код овог авиона се састоје од хоризонталних и вертикалног стабилизатора, кормила правца и два кормила висине. Сви ови ови елементи су направљени као цевасти челични рам са ребрима и платненом облогом.
Стајни трап авиона је фиксан направљен од танкозидих заварених челичних цеви са зглобном челичном осовином и два точка са гумама од тврде гуме. Амортизација точкова се врши помоћу гумених трака. Испод репа авиона налази се дрвена еластична дрљача као трећа ослона тачка авиона.

## Наоружање
Авион није био наоружан.

## Верзије
- B-122 - почетни серијски модел са мотором Валтер Кастор (произ. 4 ком.)
- Ba-122 - акробатска верзија B-122 са елеронима на оба крила и повећаним кормилом(произ. 56 ком.)
- Bš-122 - модел са мотором Кастор војна тренажна варијанта  (произ. 45 ком.)
- B-222 - модел са мотором Авиа Рк 17, облога точкова и наслон за главу пилота.(произ. 1 ком.)
- B-322 - прототип са затвореним кокпитом и мотором Рк 17 са Товненд прстеном.(произ. 1 ком.)
- B-422 - модел са галебовим крилом.(произ. 2 ком.)

## Оперативно коришћење
На Светском акробатском првенству у Паризу 1934, учествовала су два Чехословачка пилота Франтишек Новак и Јан Амбруз са авионима Авија B-122 и у јакој конкуренцији врсних пилота и одличних авиона (Fieseler F2 Tiger, Morane-Saulnier M.S.225, Фоке Вулф Fw-44, Гурду-Лесер GLb, Breda 28, Avro Tutor, Tiger Moth) постигли изванредан успех Ф.Новак се пласирао на 4. а Ј.Амбруш на 8. место. Био је то велики успех чехословачких пилота али и Авијин као произвођача авиона.
Након СП у акробатици пилот Франтишек Новак је неколико пута демонстрирао нову летелицу у Португалији, Аустрији, Шпанији, Румунији и Југославији. Авијини акробатски авиони B-122 са различитим моторима су учествовали на аеромитинзима у Берлину (олимпијске игре), Цириху, Сен Жермену и Свесоколском слету и свуда приказале запажене резултате. Ово се одразило и на продају ових авиона. Укупно је произведено 109 ових авиона који су дистрибуирани по пилотским школама, ловачким пуковима ЧРВ и аероклубовима а одређени број ових авиона је продат иностранству, 15 је извезено у СССР и једaн у Румунију.
Према стању ваздухопловне технике у новембру 1938. године, чехословачко ваздухопловство је имало 32 авиона Ба-122 и 44 авиона Бш-122. Након окупације ови авиони су коришћени за тренажно и кондиционо летење у немачком , румунском , бугарском и словачком ваздухопловству током Другог светског рата.

### Сачувани примерци
Сачувана су два примерка авиона Авиа B-122 и оба се чувају и изложени су у чешким музејима.
1. Авион Авиа Ба-122 изложен је у Музеју ваздухопловства у Прагу-Кбелом.
2. Олупину авиона Ба-122 производног броја 24, којим се срушио Рудолф Мотичка, такође се чува у Музеју ваздухопловства у Прагу-Кбелом

## Земље које су користиле авион
- Бугарска
- Чехословачка
- Нацистичка Немачка
- Румунија
- Словачка
- Совјетски Савез